# 堀口龍介
堀口 龍介（ほりぐち りゅうすけ、 1976年4月16日- ) は日本の実業家、著述家。
大阪府出身。大阪府立桃谷高等学校卒業。株式会社即決営業代表取締役。通称「セールス堀口」。
営業・マーケティングに関する講演、指導、執筆を行う。複数の企業の経営者。彼は独自の営業手法である「即決営業メソッド」を開発し、その普及活動を行っている。

## 経歴
大阪府出身。
1996年　大阪府立桃谷高等学校卒業。芸能事務所に所属し俳優を志す。
1998年　大学入試教材販売の大手に入社。大阪支店から1999年に名古屋支店へ、2000年に東京支店へと移転。
2000年　東京の訪問販売会社に入社。
2003年　京都の小中学生向け教材販売会社に入社。
2005年　大阪に学習教材販売と家庭教師派遣会社を設立。
2008年　特定商取引法・割賦販売法の改正（6月）の影響で売上急落。
2010年　京都・東京にグループ拠点を広げ、業績のV字回復。
2015年　株式会社即決営業を設立、「即決営業メソッド」の体系化を行う。
2016年　初著書『即決営業』を出版、本格的に講演活動を開始。
2018年　日本流通産業新聞（新年特大号）に「敏腕コンサルタント」として紹介。
2019年　『１分で売る 最小の労力で成果を最大化させる「AI時代の即決営業」』『面白いほど、売れる! 魔法のセールストーク』を出版。
2020年　『【契約率76.2%】営業・即アポ ~6万5026時間の会話分析からわかった!』を出版し、同書でSNSマーケティング術も公開。
2022年　『即決営業の超準備 売り込む前に売れる!』を出版。

## 商工会議所講演実績
- 2017年6月8日　新潟商工会議所 （新潟県）
- 2017年7月13日　函館商工会議所 （北海道）
- 2017年8月10日　金沢商工会議所 （石川県）[9]
- 2017年9月5日　長門商工会議所 （山口県）
- 2017年9月26日　石狩商工会議所 （北海道）
- 2017年10月26日　岩国商工会議所 （山口県）[10]
- 2017年11月16日   滑川商工会議所 （富山県）
- 2017年11月22日   さいたま商工会議所 （埼玉県）
- 2017年12月18日　徳島商工会議所 （徳島県）[11]
- 2018年7月3日　鹿児島商工会議所 （ 鹿児島県）
- 2018年7月26日　草津商工会議所 （滋賀県）
- 2018年8月24日　刈谷商工会議所 （愛知県）[12]
- 2018年10月26日　富士商工会議所 （静岡県）[13]
- 2019年5月27日　堺商工会議所 （大阪府）[14]
- 2019年7月24日　高崎商工会議所 （群馬県）
- 2019年9月19日　松山商工会議所 （愛媛県）[15]
- 2019年10月3日　白山商工会議所 （石川県）[16]
- 2019年12月3日　山口商工会議所 （山口県）[17]
- 2019年12月6日　八日市商工会議所 （滋賀県）[18]
- 2020年1月29日　富士宮商工会議所 （静岡県）

## 人物

### 理念
営業を通じて、世界中の人々を笑顔にする

### エピソード
1. 高校卒業後、芸能事務所に所属し俳優を目指していたが、収入が上がらず、ダブルワークをすることになった。彼はモデル活動のかたわら、2年間カプセルホテルでタオルを畳み続けた。ある日、「学習カウンセラー」の求人に応募し、採用される。しかし、実際の仕事は大学入試教材の営業だった。堀口は22歳で営業の道に進むことになった。[20]
2. 彼が所属したのは、1000人以上の営業マンが在籍する大手訪問販売会社であった。当初は成果が出ず、営業スタイルを変えることで、徐々に契約数を増やした。全国1位の営業マンのスピーチを聞き、自らもトップに立つことを決意。その後、東京と京都の訪問販売会社で、年間個人売上1位を達成した。[21]
3. その後、東京の訪問販売会社で、3年連続年間個人売上1位を達成。さらに、京都の教材販売会社で、2年連続年間個人売上1位を達成。起業のために退社し、29歳で学習教材の訪問販売会社を設立。[22]初年度年商2億7千万円。3年後、法改正の影響で信販が使用不可になり、売上が急落。社員スタッフ全員から集団的な反発を受けたことにより、スタッフ50名の前で土下座する。[23]経営改革を経て、京都・東京にグループ拠点を広げ、業績は2年でV字回復。自身の営業手法を部下に浸透させ、年商5億円を突破した。[24]
4. 業績が安定した2011年より、営業スタッフのテレアポや商談を全て録音。5年分のデータを分析し、売れる営業マンと売れない営業マンの違いを追究。その結果と独自の営業手法を束ね、「即決営業メソッド」として体系化する。それを用いた自身の成約率は81％を超える。メソッドの効果と再現性を社内で検証し、社会貢献のために、社外秘だった即決営業メソッドの一般公開を決意。その母体として、2015年に株式会社即決営業を設立。[25]当時39歳。2016年の『即決営業』の出版を機に、外部からの講演依頼が相次ぎ、全国の商工会議所やセミナーに登壇。2023年4月現在、複数の会社経営とともに、営業コンサルティング、研修、商談、執筆を行う。即決営業としては、延べ200社以上の企業研修実績がある。

## 著書
- 2016年7月 『即決営業』（サンマーク出版）、2016年。ISBN 978-4763135612。
- 2019年1月 『１分で売る 最小の労力で成果を最大化させる「AI時代の即決営業」』（冬至書房）、2019年。ISBN 978-4885822506。
- 2019年8月 『面白いほど、売れる! 魔法のセールストーク』（実業之日本社）、2019年。ISBN 978-4408338491。
- 2020年1月 『【契約率76.2%】営業・即アポ ~6万5026時間の会話分析からわかった!』（ぱる出版）、2020年。ISBN 978-4827212143。
- 2022年2月 『即決営業の超準備 売り込む前に売れる!』（秀和システム）、2022年。ISBN 978-4798065557。

## メディア実績
- 2016年12月13日 東京MXテレビ「未来企業」に出演
- 2018年1月11日 日本流通産業新聞に「敏腕コンサルタント」として紹介（1/11新年特大号）[26]
  - 6月14日　社長チップスラジオに出演[27]
  - 8月10日　オリックスvsロッテ戦の始球式にて投球
  - 10月30日　富士市でのセミナーが「富士ニュース」の紙面に掲載
  - 11月18日　FMラジオ2951に出演（11/18）
- 2019年1月31日　CSテレビ「社長チップス畑」に出演
  - 著書『１分で売る 最小の労力で成果を最大化させる「AI時代の即決営業」』がZUU onlineで連載（11月16日～11月18日、全6回）[28][29][30][31][32][33]
  - 12月13日　プレジデント「話が面白い人、退屈な人」にインタビュー記事掲載（12/13号）[34]
- 2020年1月24日～1月31日　著書『【契約率76.2%】営業・即アポ ~6万5026時間の会話分析からわかった!』がZUU onlineで連載（全8回）[35][36][37][38][39][40][41][42]
  - プレジデントムック「１分以内で伝える」にインタビュー記事掲載（3/30発行）[43]
- 2022年4月7日　著書『即決営業の超準備 売り込む前に売れる!』が出版出版業界紙「新文化」に掲載（4/7号）[44]
  - 3月9日　Yahoo!ニュースに掲載[45]
  - 3月29日　他プレジデントオンラインに掲載[46]
  - 2月23日、3月2日、3月9日　同書が、講談社マネー現代オンラインで連載（全3回）[47][48][49]
  - 3月29日　他プレジデントオンラインに掲載[50]
  - 4月21日　横山信弘氏著『新時代の営業』（フォレスト出版）に「営業第一人者」として紹介（4/21発行）